# World Games 2017/Teilnehmer (Bosnien und Herzegowina)
| Gelbes Symbol für Goldmedaillen mit stilisierten Olympischen Ringen | Graues Symbol für Silbermedaillen mit stilisierten Olympischen Ringen | Braundes Symbol für Bronzemedaillen mit stilisierten Olympischen Ringen |
| ------------------------------------------------------------------- | --------------------------------------------------------------------- | ----------------------------------------------------------------------- |
| —                                                                   | 1                                                                     | —                                                                       |

Bosnien und Herzegowina nahm in Breslau an den World Games 2017 teil. Die bosnische Delegation bestand aus zwei männlichen Athleten.

## Teilnehmer nach Sportarten

### Kickboxen
| Athleten        | Wettbewerb | Viertelfinale | Viertelfinale | Halbfinale   | Halbfinale | Finale          | Finale   | Rang   |
| Athleten        | Wettbewerb | Gegner        | Ergebnis      | Gegner       | Ergebnis   | Gegner          | Ergebnis | Rang   |
| --------------- | ---------- | ------------- | ------------- | ------------ | ---------- | --------------- | -------- | ------ |
| Mesud Selimovic | K1 86 kg   | Aziz El Felak | 2-1 VP        | Omid Nosrati | 3-0 VP     | Dawid Kasperski | 0-3 VP   | Silber |

VP = Gewinn nach Punkten

### Boules
| Männer      |                        |    |   |    |   |   |
| Ivan Galoic | Präzisions-Schießspiel | 35 | 4 | 13 | 4 | 4 |